# Россия (кинотеатр, Севастополь)
Кинотеатр «Россия» — севастопольский кинотеатр, расположенный на площади 50-летия СССР. Это первый широкоформатный кинотеатр в Севастополе, размер экрана которого составлял 10х22 метра. По состоянию на 2020 год кинотеатр после модернизации обладает самым большим экраном в Крыму — 28 м по диагонали и, в отличие от большинства залов в России, является государственным.

## История
Кинотеатр «Россия», рассчитанный на 600 мест, построен в 1975 году по проекту группы архитекторов во главе с Израилем Ефимовичем Фиалко. В 1985 году на фасаде здания кинотеатра «Россия» был установлен барельеф «История флота» (автор — севастопольский скульптор Вячеслав Васильевич Яковлев).
В августе 2020 года кинотеатр открылся после реконструкции. Он оснащён современным оборудованием, имеет большой и два камерных зала — для небольших сеансов, например авторского кино, в нём установлен самый большой экран в Крыму.
Кинотеатр «Россия» — место проведения ежегодного Севастопольского международного кинофестиваля, авторских вечеров украинских и российских режиссёров.